# Propulsione elettrica per uso spaziale
Con propulsione elettrica per uso spaziale si intende l'insieme di tutti quei motori elettrici sviluppati per la propulsione di veicoli nello spazio.
Sono state sviluppate varie tipologie di propulsori, i quali possono essere classificati in relazione al meccanismo di accelerazione prevalentemente adottato oppure in base al fluido di lavoro. I propulsori elettrici tipicamente offrono impulsi specifici maggiori rispetto ai propulsori tradizionali, tuttavia essi generano una spinta di diversi ordini di grandezza inferiore rispetto ai propulsori chimici a causa degli attuali limiti tecnologici nella potenza elettrica disponibile a bordo delle sonde spaziali. I Russi hanno adottato propulsori elettrici sui propri satelliti per decenni; nel mondo occidentale, invece, essi sono prevalentemente impiegati per manovre di  north-south stationkeeping su satelliti geostazionari.

## Storia

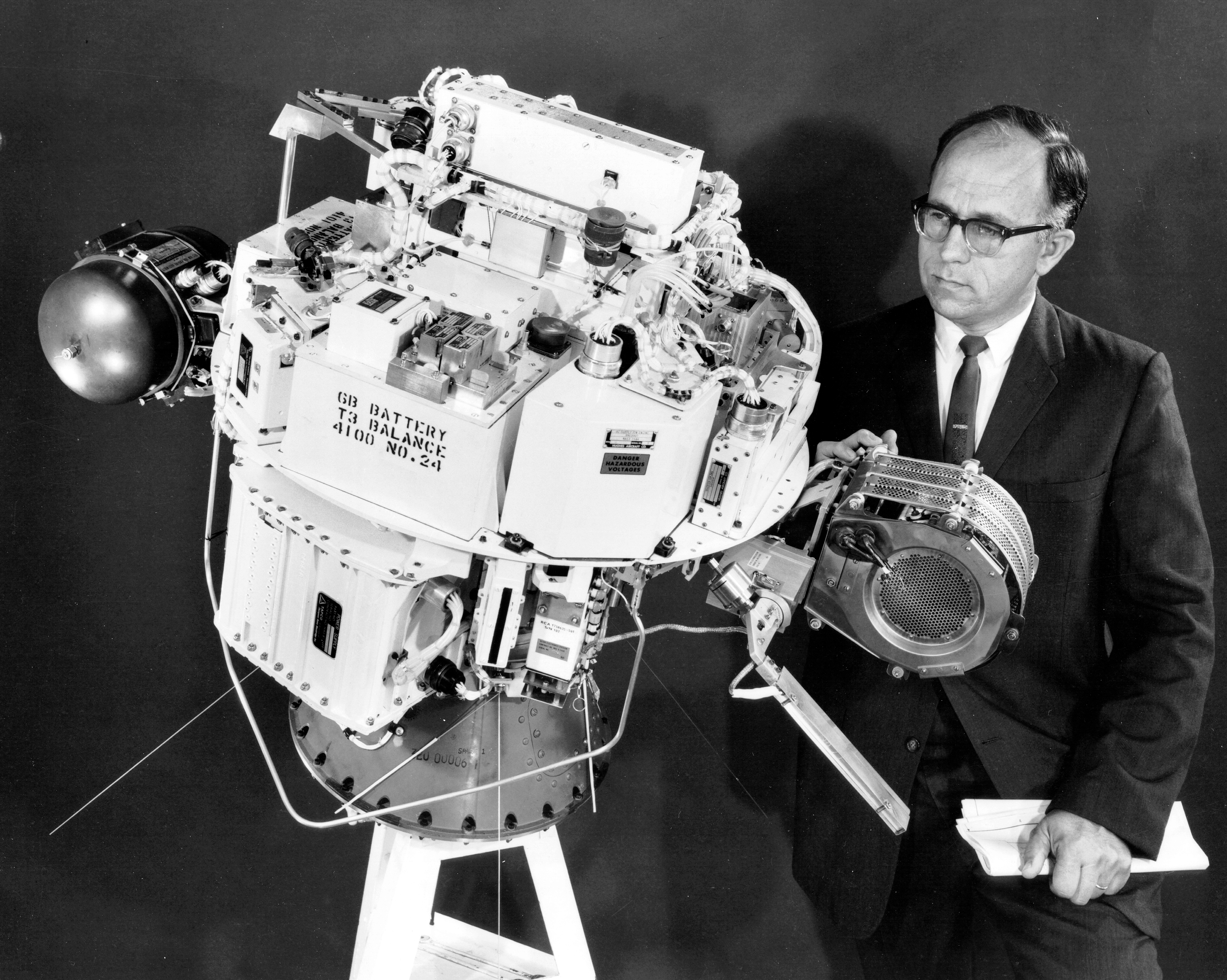
Il satellite sperimentale SERT-1. Sono visibili, ai lati del corpo principale, i due propulsori elettrici testati durante l'esperimento.

L'idea di utilizzare la propulsione spaziale può essere ricondotta fino al 1906, quando Robert Goddard ne considerò la possibilità nei suoi taccuini privati. Successivamente, nel 1929 Hermann Oberth trattò l'argomento nel libro Wege Zur Raumschiffahrt. Tuttavia non fu compiuto alcun tentativo di progettazione di un propulsore elettrico fino al 1948. Un notevole contributo alla ricerca in questo campo venne da Ernst Stuhlinger.
Nonostante migliorasse la comprensione teorica della propulsione elettrica, i primi esperimenti non furono condotti prima degli anni cinquanta, in laboratorio e con una potenza ridotta. Solo negli anni sessanta crebbe l'interesse della comunità scientifica a tal punto che sorsero numerosi centri di ricerca che svilupparono tutte le tipologie dei principali propulsori spaziali. Il primo test di un propulsore elettrico avvenne il 20 luglio 1964, quando a bordo del SERT-1 ("Space Electric Rocket Test 1") furono testati due differenti motori, uno dei quali produsse la spinta prevista, dimostrando l'applicabilità della nuova tecnologia in impiego spaziale.
In seguito alla riduzione della spesa spaziale con la conclusione del Programma Apollo, anche la propulsione elettrica fu messa da parte, in Occidente. Successivamente ne è ripreso lo studio negli anni novanta, ma il suo impiego si è concretizzato soprattutto nel decennio seguente.

## Classificazione
I propulsori elettrici per uso spaziale sono tipicamente raggruppati in tre famiglie, in base al meccanismo di accelerazione prevalentemente adottato.
Essi sono inoltre caratterizzati dal regime di funzionamento adottato: stazionario, se il propulsore opera in modo continuato per una durata prevista, o pulsato, se il propulsore opera per brevi intervalli che possono essere pensati impulsivi (con durata inferiore al secondo), intervallati da più lunghi periodi di accumulazione dell'energia.
| Meccanismo di accelerazione                       | Propulsore                                                               | Impulso specifico (s) | Spinta (N)         |
| ------------------------------------------------- | ------------------------------------------------------------------------ | --------------------- | ------------------ |
| Accelerazione termogasdinamica                    | Resistojet                                                               |                       |                    |
| Accelerazione termogasdinamica                    | Arcjet                                                                   | 500 - 2000            | 0,15 - 0,30        |
| Accelerazione elettrostatica                      | Propulsore a emissione di campo (FEEP)                                   | 5 000 - 8 000         | 10×10−6 - 2,5×10−3 |
| Accelerazione elettrostatica                      | Propulsore ionico a griglia elettrostatica                               | 3 000                 | 30×10−3            |
| Accelerazione elettrostatica                      | Propulsore RIT (Radiofrequency ionisation thruster)                      |                       | 18×10−3 - 100×10−3 |
| Accelerazione elettrostatica                      | Helicon Double Layer                                                     |                       |                    |
| Accelerazione elettrostatica                      | Propulsore a effetto Hall (SPT, PPS, ALT)                                | 1 000 - 3 000         | 10×10−3 - 1,5      |
| Accelerazione elettromagnetica (forza di Lorentz) | Propulsore magnetoplasmadinamico (MPD) e LFA (Lorentz Force Accelerator) | 1000 - 10 000         | 20 - 200           |
| Accelerazione elettromagnetica (forza di Lorentz) | Electrodeless plasma thruster (ElPT)                                     | 1 000 - 10 000        | 1×10−3 - 100       |
| Accelerazione elettromagnetica (forza di Lorentz) | MPD a regime pulsato = Pulsed plasma thruster (PPT)                      |                       |                    |

Un'altra classificazione adottata in letteratura suddivide i propulsori elettrici, in base al fluido di lavoro, in propulsori ionici e propulsori al plasma. Le due classificazioni quasi si sovrappongono: i propulsori ionici utilizzano un meccanismo di accelerazione di tipo elettrostatico, mentre i propulsori al plasma presentano prevalentemente un'accelerazione di tipo elettromagnetico. Una rilevante eccezione è rappresentata dai propulsori ad effetto Hall, classificati tra i motori al plasma.

## Propulsori elettrotermici
I propulsori elettrotermici sono stati i primi ad essere sviluppati. In essi, il meccanismo di accelerazione - termogasdinamico - è lo stesso che nei propulsori chimici: il propellente portato ad alta temperatura in un opportuno vano ricavato nel propulsore - analogo alla camera di combustione - è in seguito lasciato espandere attraverso un ugello. In questo modo l'energia termica fornita al propellente è convertita in energia cinetica ed è quindi trasformata in una forma utile a generare una spinta.
La principale differenza tra i propulsori elettrotermici ed i propulsori chimici consiste nella modalità con cui l'energia termica è fornita al propellente: nei primi, infatti, il gas è scaldato o da resistenze poste a diretto contatto con esso - Resistojet - o attraverso un arco elettrico prodotto nel gas dall'applicazione di un'opportuna differenza di potenziale - Arcjet.
Quali propellenti sono preferiti gas caratterizzati da un basso peso molecolare (ad esempio, idrogeno, elio ed ammoniaca).
Le prestazioni dei propulsori elettrotermici in termini di impulso specifico sono generalmente modeste (comprese in un range che va da 500 a ~1000 s), ma superano quelle dei propulsori a propellente freddo (sprovvisti di una camera di combustione) e di alcuni razzi chimici. Nell'Unione sovietica, propulsori elettrotermici sono stati in uso dal 1971.

### Arcjet
Gli Arcjet sono una tipologia di propulsori elettrici per veicoli spaziali, in cui si genera una scarica elettrica o "arco" in un flusso di propellente (idrazina in genere o ammoniaca). Ciò conferisce ulteriore energia al propellente, in modo che si possa estrarre più lavoro da ogni kg di propellente, a spese del maggior consumo di corrente e (solitamente) costo più elevato. I livelli di spinta dei motori arcjet tipicamente utilizzati sono molto bassi rispetto ai motori chimici.
Quando l'energia elettrica disponibile a bordo è sufficiente, un arcjet ben si adatta a mantenere la posizione del veicolo in orbita e può sostituire i razzi monopropellenti.
In Germania, i ricercatori presso l'Institute of Space Systems Aviation dell'Università di Stoccarda hanno sviluppato vari arcjet alimentati a idrogeno in grado di produrre potenza da 1 a 100 kW. L'idrogeno, riscaldato, raggiunge una velocità di uscita di poco inferiore ai 16 chilometri al secondo.

## Propulsori elettrostatici
Nei propulsori elettrostatici il propellente dopo essere stato ionizzato è accelerato prevalentemente dalla forza di Coulomb, cioè in seguito all'applicazione di un campo elettrostatico nella direzione dell'accelerazione.

## Propulsori elettromagnetici
I propulsori elettromagnetici sfruttano la forza di Lorentz per accelerare il plasma. Tale forza agisce su di essi in base alla loro velocità, alla loro direzione e a quella del campo magnetico a cui sono soggetti.

### Propulsori Magnetoplasmadinamici (MPD)/Acceleratori a Forza di Lorenz in Litio (LiLFA)
I propulsori magnetoplasmadinamici (MPD) e gli acceleratori a forza di Lorentz in litio (LiLFA) hanno approssimativamente lo stesso principio di costruzione. Idrogeno, argon, ammonio e azoto possono essere usati come propellente. Il gas entra nella camera principale dove viene ionizzato in plasma dal campo elettrico tra l'anodo e il catodo, conducendo poi corrente tra essi. Questa nuova corrente crea un campo magnetico attorno al catodo che attraversa il campo elettrico, accelerando di conseguenza il plasma a causa della forza di Lorentz. Il propulsore LiLFA usa la stessa idea generale del propulsore MPD ad eccezione di due principali differenze: il LiLFA usa vapore di litio, che ha il vantaggio di poter essere immagazzinato in forma solida. L'altra differenza è che il catodo viene sostituito da diverse bacchette di catodo di piccole dimensioni inserite in un tubo catodico cavo. Il catodo nel propulsore MPD si corrode facilmente a causa del contatto costante con il plasma. Nel propulsore LiLFA invece il vapore di litio viene iniettato nel catodo cavo e non viene ionizzato nella sua forma di plasma corrosiva fino a che non esce dal tubo. Il plasma viene poi accelerato dalla stessa forza di Lorentz.

### Propulsori per induzione a impulso (PIT)
I propulsori per induzione a impulso (Pulsed Inductive Thrusters, PIT) usano impulsi di spinta invece di una spinta continua e sono in grado di funzionare con livelli di potenza dell'ordine dei Megawatt (MW). I PIT consistono in una grossa spira avvolta attorno a un tubo a forma conica che emette il gas propellente (solitamente ammoniaca). Per ogni impulso di spinta che viene dal PIT è necessario costruire una grossa carica all'interno di un gruppo di condensatori situati dietro la spira per poi rilasciarla. Questo crea una corrente che si muove in circolo in direzione {\displaystyle {\hat {j}}}. La corrente crea poi un campo magnetico nella direzione radiale uscente ({\displaystyle {\vec {B}}_{r}}), che crea una corrente nel gas di ammonio che è stato appena rilasciato nel verso opposto della corrente originale. Questa corrente opposta ionizza l'ammonio positivamente, il quale viene poi accelerato a causa del campo elettrico in direzione {\displaystyle {\hat {j}}} che attraversa il campo magnetico {\displaystyle {\vec {B}}_{r}} che causa la forza di Lorentz.

### Propulsori al plasma senza elettrodi
I propulsori al plasma senza elettrodi hanno due caratteristiche uniche: la rimozione degli elettrodi di anodo e catodo e la capacità di regolare la spinta. La rimozione degli elettrodi rimuove il fattore di erosione che limita il tempo di vita degli altri motori ionici. Il gas neutro viene ionizzato da radiazioni elettromagnetiche e poi trasferito in un'altra camera dove viene accelerato da campi elettrici e magnetici oscillanti con una forza conosciuta anche come forza ponderomotiva. Questa separazione delle sezioni di ionizzazione e accelerazione danno al motore la capacità di regolare la velocità del flusso di propellente, cambiando di conseguenza l'ampiezza della spinta e i valori di impulso specifico.

## Confronti
La seguente tabella compara i dati attuali dei test di alcuni propulsori elettrici, la cui maggior parte spinge gli ioni con una differenza di potenziale di 300 Volt.
| Motore       | Propellente   | Potenza richiesta (kW) | Impulso specifico (s) | Spinta (mN) |
| ------------ | ------------- | ---------------------- | --------------------- | ----------- |
| NSTAR        | Xeno          | 2.3                    | 3300                  | 92          |
| NEXT         | Xeno          | 10.5                   | 3900                  | 364         |
| NEXIS        | Xeno          | 20.5                   | 6000-7500             | 400         |
| HiPEP        | Xeno          | 25-50                  | 6000-9000             | 460-670     |
| Effetto Hall | Bismuto       | 25                     | 3000                  | 1130        |
| Effetto Hall | Bismuto       | 140                    | 8000                  | 2500        |
| Effetto Hall | Xeno          | 25                     | 3250                  | 950         |
| Effetto Hall | Xeno          | 75                     | 2900                  | 2900        |
| FEEP         | Cesio liquido | 6x10−5-0.06            | 6000-10000            | 0.001-1     |

I seguenti propulsori sono sperimentali e sono stati testati soltanto in modalità a impulso.
| Motore | Propellente     | Potenza richiesta (kW) | Impulso specifico (s) | Spinta (mN) |
| ------ | --------------- | ---------------------- | --------------------- | ----------- |
| MPDT   | Idrogeno        | 1500                   | 4900                  | 26300       |
| MPDT   | Idrogeno        | 3750                   | 3500                  | 88500       |
| MPDT   | Idrogeno        | 7500                   | 6000                  | 60000       |
| LiLFA  | Vapore di litio | 500                    | 4077                  | 12000       |